# Merochlorops distans
Merochlorops distans är en tvåvingeart som först beskrevs av Frey 1923.  Merochlorops distans ingår i släktet Merochlorops och familjen fritflugor. Inga underarter finns listade i Catalogue of Life.